# Vampirina
A Vampirina 2017 és 2021 között vetített amerikai televíziós 3D-s számítógépes animációs sorozat, amelyet Nicky Phelan rendezett. Az animációs játékfilmsorozat alkotói Anne Marie Pace és Chris Nee. A zenéjét Layla Minoui szerezte. A tévéfilmsorozat a Brown Bag Films és Disney Junior gyártásában készült. Műfaja fantasyfilmsorozat. Amerikában 2017. október 1-től 2021. június 28-áig  sugározta a Disney Junior, Magyarországon 2017. október 28-tól 2017. november 12-ig a Disney Junior adta, majd 2018. március 3-tól az M2 adja.

## Ismertető
Vampirina egy fiatal, aranyos vámpírlány, akinek szembe kell néznie az új városba költözés élményével, újdonságával. Családjával együtt Erdélyből Pennsylvaniába költözik, hogy motelt nyissanak szellemek, koboldok és más szörnyűséges lények számára. A 4-9 éves gyerekeknek és családjainak szóló sorozatban Vee rájön, hogy bár fontos, hogy keresse mások társaságát, az sem elhanyagolandó, hogy saját egyénisége legyen.

## Szereplők
| Szereplő                 | Eredeti hang       | Magyar hang                           |
| ------------------------ | ------------------ | ------------------------------------- |
| Vampirina „Vee” Hauntley | Isabella Cramp     | Gyarmati Laura Richter Orsolya (ének) |
| Oxana Hauntley           | Lauren Graham      | Bodnár Vivien                         |
| Boris Hauntley           | James Van Der Beek | Varga Gábor                           |
| Cosmina                  | Alex Ellis         | Kiss Erika                            |
| Narcisa                  | Laraine Newman     | Erdős Borcsa                          |
| Gregoria                 | Wanda Sykes        | Zsurzs Kati                           |
| Edna Peepleson           | Cree Summer        | Sági Tímea                            |
| Demi                     | Mitchell Whitfield | Csere László                          |
| Poppy Peepleson          | Jordan Alexa Davis | Mayer Szonja                          |
| Bridget                  | ViviAnn Yee        | Szűcs Anna Viola                      |
| Edgar Peepleson          | Benji Risley       | Berecz Kristóf Uwe                    |
| Morci                    | Dee Bradley Baker  | Eredeti hang                          |
| Mr. Gore                 | Dee Bradley Baker  | Posta Victor                          |

- További magyar hangok: Bolla Róbert, Szabó P. Szilveszter.

## Évados áttekintés
| Évad | Évad | Epizódok | Eredeti sugárzás  | Eredeti sugárzás   | Magyar sugárzás (Disney Junior) | Magyar sugárzás (Disney Junior) | Magyar sugárzás (M2) | Magyar sugárzás (M2) |
| Évad | Évad | Epizódok | Évadpremier       | Évadfinálé         | Évadpremier                     | Évadfinálé                      | Évadpremier          | Évadfinálé           |
| ---- | ---- | -------- | ----------------- | ------------------ | ------------------------------- | ------------------------------- | -------------------- | -------------------- |
|      | 1    | 25       | 2017. október 1.  | 2018. november 23. | 2017. október 28.               | Megszűnt a csatorna             | 2018. március 3.     | 2018. július 7.      |
|      | 2    | TBA      | 2018. december 7. | 2021. június 28.   | Megszűnt a csatorna             | Megszűnt a csatorna             | TBA                  | TBA                  |